# Deutsche Expertengruppe Dementenbetreuung
Die Deutsche Expertengruppe Dementenbetreuung e.V. (DED) ist eine Fachvereinigung von Menschen unterschiedlicher Berufsgruppen. Sie versteht sich als Interessenvertretung von Demenzkranken und denjenigen, die sie pflegen, begleiten und betreuen. Die DED wurde 1997 gegründet und veranstaltet zweimal jährlich Arbeitstagungen für ihre Mitglieder und die interessierte Öffentlichkeit.

## Ziele
Das Ziel der DED ist es, das vorhandene Expertenwissen zur Versorgung von Menschen mit Demenz zu sammeln, dieses Wissen zu verbreiten und so ihre Versorgung und Betreuung zu verbessern. Die DED möchte:
- das Verständnis für demenzkranke Menschen und deren Verhalten verbessern,
- mit geeigneten Kooperationspartnern gemeinsam für die Verbesserung der Rahmenbedingungen (angemessene personelle und materielle Ressourcen) sorgen,
- Angebote zur Qualitätsentwicklung in der Pflege und Betreuung von Menschen mit Demenz machen und
- Forschung auf dem Feld der Versorgung von demenzkranken Menschen unterstützen.[1]

## Arbeitstagungen und Fachtagungen
Die DED veranstaltet zweimal jährlich Arbeitstagungen für Mitglieder und Interessierte zu aktuellen Themen aus dem Bereich der Pflege und Betreuung von Menschen mit Demenz. Im Vordergrund steht der Austausch von Wissen und Erfahrungen. In unregelmäßigen Abständen richtet die DED außerdem Fachtagungen für die interessierte Öffentlichkeit aus.

### Liste der Arbeitstagungen 2010 bis 2017
- Oktober 2017 Münster: Demenz – Pflegerische Herausforderungen
- März 2017 Darmstadt: Grenzüberschreitung und Gewalt in der Pflege von Menschen mit Demenz
- Oktober 2016 Lutherstadt Eisleben: „Setzen Sie sich bitte wieder hin!“ – Demenz und Bewegung
- April 2016 Fulda: Wer pflegt? Strategien im Mangel
- Oktober 2015 Berlin: 20 Jahre DED – Die Zukunft der Pflege und Betreuung von Menschen mit Demenz
- April 2015 Frankfurt am Main: Palliative Pflege bei Demenz – Erfolgreiche Konzepte und ethische Fragen
- Oktober 2014 Magdeburg: Demenz bei Menschen mit Psychischer Erkrankung
- April 2014 Hamburg: Eingeschlafen? Durchgeschlafen? Ausgeschlafen? – Veränderungen und Herausforderungen für demenzkranke Menschen und Pflegende
- Oktober 2013 Erfurt: Wieviel Fachkraft brauchen Menschen mit Demenz?
- April 2013 Essen: Frontotemporale Demenz
- April 2012 Iserlohn: Prüfung auf dem Prüfstand
- Oktober 2011 Berlin: Vom Ich zum Wir – Erfahrungen aus der Gruppenarbeit mit demenzkranken Menschen
- April 2011 Lutherstadt Eisleben: Mitarbeiter gewinnen – Mitarbeiter fördern – Mitarbeiter halten
- Oktober 2010 Stuttgart: Wie geht‘s? Wohlbefinden von Demenzkranken und Mitarbeitern
- April 2010 Weimar: Zusätzliche Betreuungskräfte nach § 87b und § 45b SGB IX – Herausforderung an unsere Gestaltungsfähigkeit[3]

### Liste der Fachtagungen
- 2012 Hanau: Untereinander-Miteinander-Füreinander: Voneinander lernen. IQM-Demenz – konsequente Milieutherapie. Qualitätskontrollen im Heim
- 2008 Rendsburg: Betreuung Demenzkranker – Herausforderung an unsere Kooperationsfähigkeit
- 2007 Hannover: Der Mensch lebt nicht vom Brot allein – ethische Aspekte der Ernährung von Menschen mit Demenz
- 2006 Bad Arolsen: „Verrückte“ Qualität – Zukunftsweisende Strategien zur Qualitätssicherung
- 2005 Hamburg: Der Umgang mit Risiken in der Betreuung Demenzkranker
- 2003 Hamburg: Qualität im Leben Demenzkranker?
- 2002 Hamburg: Demenz – Leben in Grenzen[4]

## Mitglieder
Die DED hat rund 170 Mitglieder aus unterschiedlichen Berufsgruppen der stationären, ambulanten und teilstationären Pflege und Betreuung von Menschen mit Demenz. Dazu gehören u. a.:
- Altenpfleger, Pflegedienstleitungen und Einrichtungsleitungen,
- Gesundheits- und Krankenpfleger,
- Ergotherapeuten,
- Ärzte,
- Psychologen,
- Sozialarbeiter und Sozialpädagogen,
- Seniorenbeiräte und Angehörige von Alzheimer-Selbsthilfe-Gruppen.[5]

## Deutsches Qualitätsbündnis Demenz
Teil der DED ist das Deutsche Qualitätsbündnis Demenz (DQD). Das DQD ist ein Zusammenschluss von Altenpflegeeinrichtungen, die das von der DED entwickelte Qualitätsmanagementsystem IQM – Demenz verwenden. Das IQM – Demenz ist ein Qualitätsmanagementsystem speziell für Pflegeeinrichtungen mit Dementenbetreuung.

## Veröffentlichungen
Die DED veröffentlicht in regelmäßigen Abständen Empfehlungen und Handreichungen zu Pflege und Betreuung von Menschen mit Demenz.
- Claus Appasamy et al.: Mythos PEG. Die perkutane endoskopische Gastrostomie (PEG) bei Demenz. Eine Handreichung zur Entscheidungsfindung für Pflegende und Betreuende. Hamburg 2009.
- Jens Bruder et al.: Entwicklung eines Qualitätssicherungs- und Prüfungssystems für die besondere Dementenbetreuung unter Berücksichtigung der gesetzlichen Regelwerke (QSP Besondere Dementenbetreuung). Hamburg 2007.
- Thomas Scharfenberg et al.: Umsetzbare Brandschutzmaßnahmen in Altenpflegeeinrichtungen der besonderen Dementenbetreuung. Eine Handlungsempfehlung. Hamburg 2005.
- Thomas Scharfenberg et al.: Umsetzbare Hygienestandards in Wohnküchen für Demenzkranke. Eine Handlungsempfehlung. Hamburg 2005.
- Jitka Benesova et al.: Handlungsempfehlungen zur Fixierung Demenzkranker. Hamburg 2005.
- Andrea Brinker et al.: Zur Betreuung Demenzkranker in Tagespflegeeinrichtungen. Hamburg 2005.
- Jan Wojnar: Medikamentöse Behandlung Demenzkranker. Hamburg 2004.
- Mechthild Lärm: Essen und Trinken hält Leib und Seele zusammen. Handlungsempfehlung zu Ernährung und Flüssigkeitsversorgung Demenzkranker in Einrichtungen der Altenhilfe. Hamburg 2003.
- Deutsche Expertengruppe Dementenbetreuung e.V.: DED-Inventar zur Einschätzung der Veränderung der kognitiven Funktionen, der Affektivität und des Verhaltens von Demenzkranken Hamburg 1998.[7]